# Konstantin Alexandrowitsch Kedrow

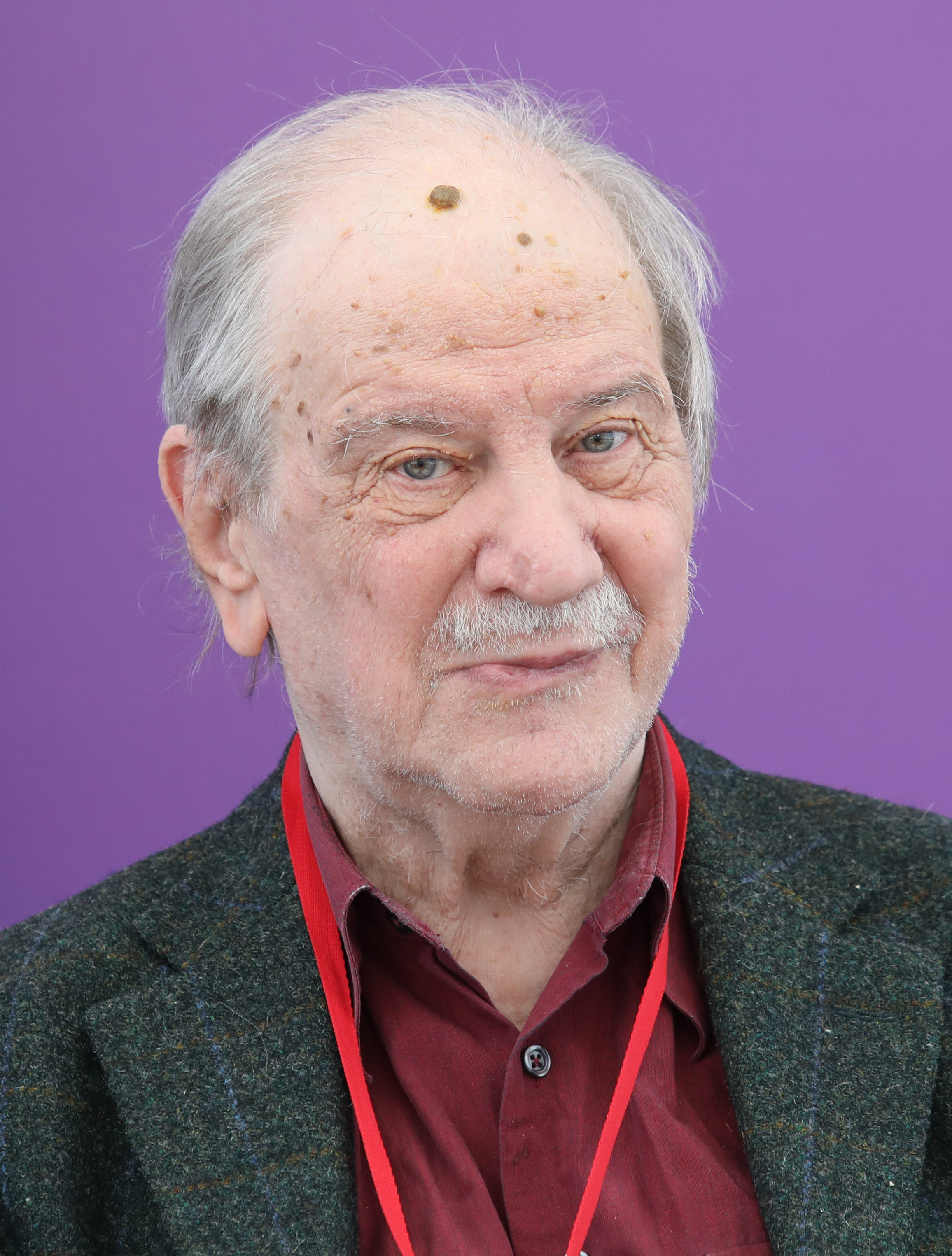
Konstantin Alexandrowitsch Kedrow (2023)

Konstantin Alexandrowitsch Kedrow, früher Konstantin Berditschewski (russisch Константин Алекса́ндрович Кедров (Бердичевский); * 12. November 1942 in Rybinsk, Sowjetunion; † 16. April 2025) war ein russischer Schriftsteller, Dichter, Philosoph, Literaturkritiker und Verleger. Er war Chefredakteur der Zeitschrift „Journal POetow“, Begründer des Begriffs „Metametapher“ und der philosophischen Theorie des „Metakode“, Gründer der literarischen Gruppe „DOOS“ (Freiwillige Gesellschaft für den Schutz der Libellen) sowie Mitglied des Executiv-Komitees des russischen PEN-Zentrums.

## Leben und Werk
Konstantin Kedrow wurde in die theaterkünstlerische Familie von Alexander Berditschewski und Nadeschda Jumatowa geboren. Sein Urgroßvater war der surrealistische Maler Pawel Tschelischtschew.
1958 veröffentlichte Kedrow seine ersten Gedichte in der Zeitung "Komsomolets Tatarstan". Ab 1960 lebte er in Moskau. Zunächst studierte er Journalistik an der Lomonossow-Universität und dann Philologie an der Kasaner Universität. 1968 wurde Kedrow in der Aspirantur des Moskauer Maxim-Gorki-Literaturinstituts aufgenommen. 1973 veröffentlichte er seine Doktorarbeit „Der epische Beginn des russischen Romans in der ersten Hälfte des XIX. Jahrhunderts“. Von 1974 bis 1986 war er Dozent am Maxim-Gorki-Literaturinstitut. Hier bildete sich ein Studentenkreis um Kedrow und hier formulierte er 1983 den allgemeinen Grundsatz der Poesie als Metametapher:

„„Die Metametapher – eine Metapher, wo alles Universum ist. Diese Metapher hat es vorher nicht gegeben. Davor wurde alles verglichen. Der Dichter war wie die Sonne, oder wie ein Fluss oder eine Straßenbahn. Man ist das, worüber man schreibt. Es gibt keinen Baum getrennt von der Erde, keine Erde getrennt vom Himmel, keinen Himmel unabhängig vom Universum, kein Universum getrennt vom Menschen. Diese Sicht ist die eines ‚Universumsmenschen‘.““

1983 schrieb Kedrow das Gedicht „Computer der Liebe“. Ein Jahr später veröffentlichte Konstantin Kedrow ein neues poetisches Manifest, wo er die Gründung „DOOS“ (Freiwillige Gesellschaft für den Schutz der Libellen) erklärte.
Das Gorki-Institut kündigte ihm 1986 wegen des Verdachts der antisowjetischen Propaganda und Agitation. 1989 wurde sein Buch „Poetisches Universum“ veröffentlicht. Er arbeitete nun als Autor und Moderator bei verschiedenen Sendungen im TV. Von 1991 bis 1998 war er als Literaturkolumnist in der Zeitung „Iswestija“ tätig. 1996 schrieb er eine weitere Doktorarbeit „Ethik und das entropische Prinzip in der Kultur“. Er nahm an Literaturfestivals in Finnland, Frankreich, Österreich, Deutschland und anderen Ländern teil. 1995 gründete er die „Zeitung der Poesie“ und 2000 das „Journal POetov.“ 1999 wurde Konstantin Kedrow Präsident des russischen Dichterverbands unter Schirmherrschaft der UNESCO. 2000 war er Gründer und Leiter des Festivals „Welttag der Poesie“. Konstantin Kedrow wurde mehrfach mit Literaturpreisen ausgezeichnet: unter anderen mit dem russischen Grammy für Poesie (2003, 2005), dem „Manhae-Literaturpreis“ (2013) – Südkorea und dem „Dominante-Preis“ (2014) – Deutschland.

## Bücher
- Poetisches Universum (Поэтический космос). Verlag Der sowjetische Schriftsteller (Советский писатель), Moskau 1989.
- Computer der Liebe (Компьютер любви). Verlag Chudojestvennaja Literatur (Художественная литература), Moskau 1990, ISBN 5-244-00974-5.
- Inside Out (Инсайдаут). Verlag Mysl (Мысль) Moskau 2001, ISBN 5-244-00974-5.
- Hommage an Shakespeare (Приношение Шекспиру). Almanach „Dominante“ München 2007, ISBN 978-3-86688-062-7.
- Philosophie der Literatur (Философия литературы). Verlag Chudoschestwennaja literatura (Художественная литература) Moskau 2009, ISBN 978-5-280-03454-9.
- Dirigent der Stille (Дирижёр тишины). Verlag Chudoschestwennaja literatura (Художественная литература), Moskau 2009, ISBN 978-5-280-03456-3.
- Widmung für Sokrates (Посвящение Сократа). Der unpaarflüglige Engel. Pawel Tschelischtschew (Нечетнокрылый ангел. Павел Челищев). Almanach „Dominante“ München 2009, ISBN 978-3-86688-094-8.
- ODER Instinkt der Lyrik (ИЛИ инстинкт лирики). Verlag Autorenbuch Moskau 2014, ISBN 978-5-91945-608-7.